# Dicranella martiana
Dicranella martiana är en bladmossart som beskrevs av Georg Ernst Ludwig Hampe 1879. Dicranella martiana ingår i släktet jordmossor, och familjen Dicranaceae. Inga underarter finns listade i Catalogue of Life.